# بسکتبال زنان

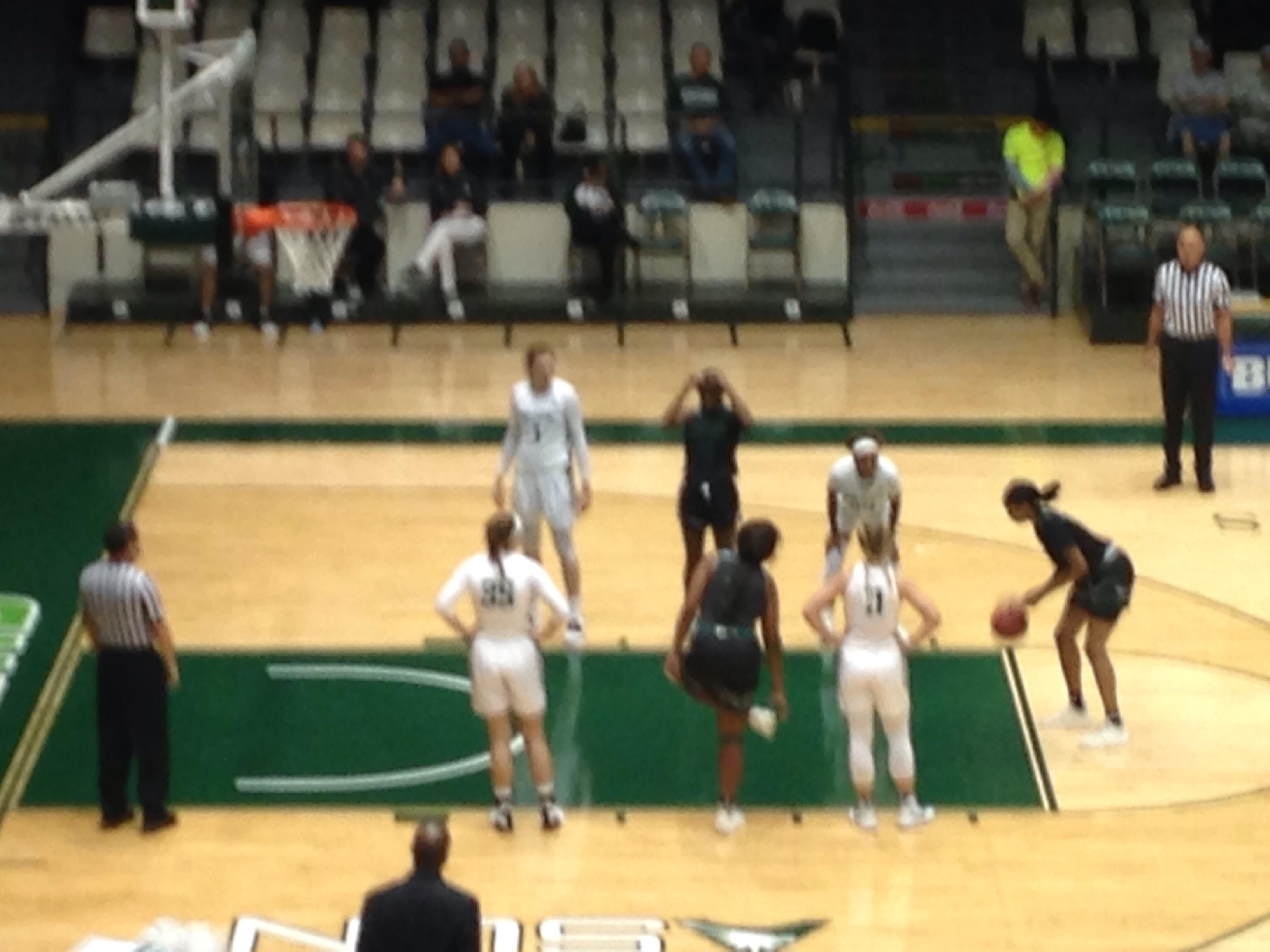
بازیکنی از وببر اینترنشنال (پیراهن سیاه) اقدام به پرتاب آزاد مقابل دانشگاه استتسون (پیراهن سفید) می‌کند. ۳۰ نوامبر ۲۰۱۸.

بسکتبال زنان در اواخر دهه ۱۸۰۰ همزمان با همتای مردان خود توسعه یافت. با گسترش از سواحل شرقی ایالات متحده تا سواحل غربی، در کالج‌های زنان، محبوبیت زیادی پیداکرد. از ۱۸۹۵ تا ۱۹۷۰، اصطلاح «بسکتبال زنان» نیز برای اشاره به نت بال استفاده می‌شد که به موازات بسکتبال نوین زنان تکامل یافت. این ورزش بیشتر در آمریکا محبوب است.
در جام‌جهانی بسکتبال زنان و مسابقات بسکتبال المپیک تیم‌های برتر ملی از مسابقات قهرمانی قاره حضور دارند. لیگ اصلی آمریکای شمالی WNBA (مسابقات قهرمانی بسکتبال دسته اول زنان NCAA) نیز محبوب است، در حالی که قوی‌ترین باشگاه‌ها در اروپا و مسابقات یورو لیگ زنان حضور دارند.